# Filippo Maria Galletti

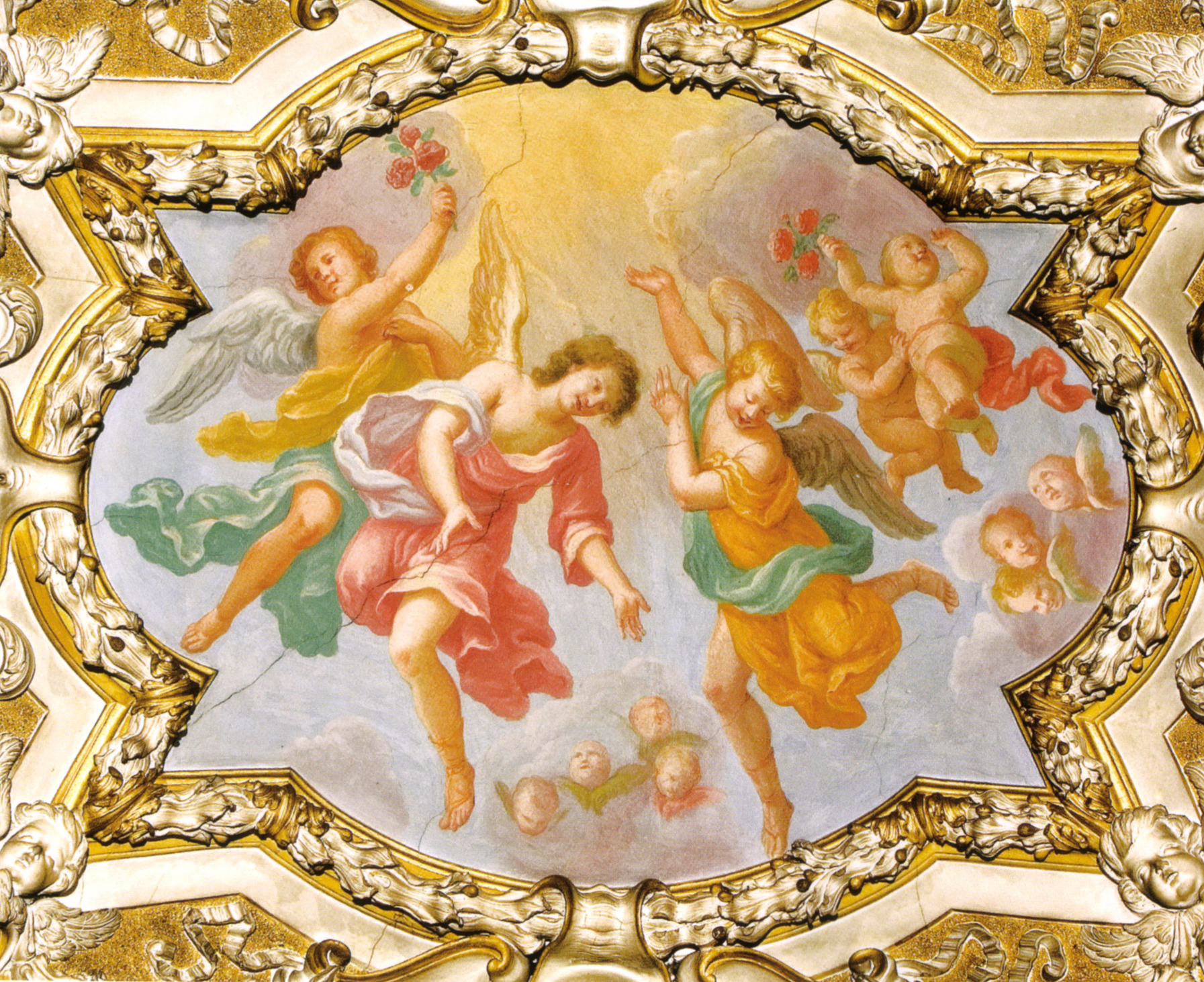
Filippo Maria Galletti: affreschi nella chiesa dei Santi Michele e Gaetano a Firenze

Filippo Maria Galletti (Firenze, 1636 – Firenze, 23 febbraio 1714) è stato un pittore italiano.

## Biografia
Fu allievo di Vincenzo e Pier Dandini.
Entrò come fratello converso nell'ordine dei Chierici Regolari Teatini ed emise la sua professione nella chiesa di San Silvestro al Quirinale di Roma il 27 maggio 1663.
Realizzò cicli di affreschi per numerose chiese dell'ordine: Sant'Irene a Lecce, Santi Michele e Gaetano a Firenze, Madonna delle Grazie a Livorno, Santa Cristina a Parma.
Nella Galleria degli Uffizi a Firenze si conserva un suo autoritratto.